# Henri Sicard
Pour les articles homonymes, voir Sicard.
Henri Sicard, né le 6 octobre 1914 à Saint-Sauveur (Dordogne) et mort le 13 octobre 1992 à Bergerac (Dordogne), est un homme politique français.

## Biographie
De 1947 à 1958, Henri Sicard est successivement professeur de collège à Bergerac puis de lycée à Bordeaux et à nouveau à Bergerac, avant d'être élu représentant de la nation en 1958.

## Détail des fonctions et des mandats

### Mandats locaux
- 1959 - 1967 : maire de Bergerac (Dordogne), fonction dont il démissionne fin 1967[1].
- 1977 - 1983 : maire de Loubejac (Dordogne)[1].

### Mandat parlementaire
Il est élu député de la 2e circonscription de la Dordogne, pour la Ire législature de la Ve République aux élections législatives de 1958. Son mandat débute le 30 novembre 1958 et se termine le 9 octobre 1962. Il se représente en 1962 puis 1967 mais n'est pas réélu.